# Лупашку Михайло Феодосійович
Михайло Феодосійович Лупашку (27 серпня 1928, село Куйзовка, Королівство Румунія, тепер село Куйзеука, Молдова — 21 червня 2016, місто Кишинів, Молдова) — молдавський радянський вчений і державний діяч, голова Верховної Ради Молдавської РСР (1985—1986). Член ЦК Комуністичної партії Молдавії. Депутат Верховної Ради Молдавської РСР 10—11-го скликань. Депутат парламенту Республіки Молдова в 1994—1998 роках. Доктор сільськогосподарських наук, професор, академік ВАСГНІЛ (1982). Дійсний член Академії наук Молдавської РСР (Республіки Молдова). Академік Європейської академії наук та мистецтв, почесний член Академії аграрних наук України, Румунської академії сілськогосподарських наук та лісу імені Георгія Іонеску-Шишешть, іноземний член Російської академії наук (2014).

## Життєпис
У 1953 році закінчив Кишинівський сільськогосподарський інститут імені Фрунзе. Член КПРС з 1953 року.
У 1953—1954 роках — заступник завідувача Калараської державної сортовипробувальної ділянки Молдавської РСР.
У 1954—1957 роках — аспірант Ботанічного саду Молдавського філіалу Академії наук СРСР.
У 1957—1959 роках — молодший науковий співробітник Ботанічного саду Молдавського філіалу Академії наук СРСР.
У 1959—1962 роках — асистент, доцент кафедри рослинництва Кишинівського сільськогосподарського інституту імені Фрунзе.
У 1962—1978 роках — директор Молдавського науково-дослідного інституту польових культур в місті Бельци. Одночасно, з 1973 по 1978 рік — генеральний директор науково-виробничого об'єднання «Селекція» Молдавської РСР.
У 1978—1980 роках — віцепрезидент і академік-секретар Відділення біологічних і хімічних наук Академії наук Молдавської РСР. Одночасно, з 1979 року — завідувач лабораторії Інституту мікробіології АН Молдавської РСР.
7 квітня 1980 — 29 березня 1985 року — міністр сільського господарства Молдавської РСР. Одночасно, віцепрезидент Академії наук Молдавської РСР.
29 березня 1985 — 12 липня 1986 року — голова Верховної Ради Молдавської РСР.
У 1991—1994 роках — віцепрезидент Академії наук Республіки Молдова.
У 1994—1998 роках — депутат парламенту Республіки Молдова.
З 2004 року — старший науковий співробітник Інституту мікробіології та біотехнології Академії наук Республіки Молдова.
Помер 21 червня 2016 року в Кишиневі.

## Наукова діяльність
Відомий учений у галузі польового кормовиробництва. Опублікував понад 500 наукових праць, у тому числі 24 монографії. Наукові дослідження присвячені теоретичним та практичним питанням підбору видів та сортів кормових культур, конструюванню нових агрофітоценозів, що дозволяють ефективніше використовувати природні ресурси та невідновлювану енергію для формування врожаю та вирішення білкової проблеми у тваринництві. Під керівництвом Михайла Лупашку розроблено систему інтенсифікації польового кормовиробництва Молдови.
Автор публікацій:
- Однорічні кормові культури. Кишинів: Картя Молдовеняске, 1972.
- Інтенсифікація польового кормовиробництва. Кишинів: Картя Молдовеняске, 1980.
- Люцерна. Москва: Агропромвидав, 1988.
- Біогенність ґрунту та шляхи його підвищення. Кишинів: Штіінця, 1988.
- Екологія та інтенсифікація польового кормовиробництва. Кишинів: Картя Молдовеняске, 1989.

## Нагороди
- Орден Республіки (Молдова) (1994)
- орден Леніна (1978)
- орден Трудового Червоного Прапора (1973)
- ордени «Знак Пошани» (1966, 1971)
- медаль імені Дмитра Кантемира (Молдова)(2008)
- медалі
- лауреат Державної премії Молдавської РСР (1977)
- лауреат премії Георгія Іонеску-Шишешть (Румунія) (1994)
- Заслужений громадянин Республіки Молдова (2000)